# Alejandra (Santa Fe)
Alejandra es una comuna argentina del departamento San Javier en la provincia de Santa Fe. 
La localidad está situada a 237 km de la capital provincial, Santa Fe de la Vera Cruz. Cuenta con 4,408 habitantes (Indec, 2022).
La comuna fue creada el 8 de febrero de 1903.

## Historia
En 1869, se dictó una ley para la adquisición de terreno para el establecimiento de una gran colonia, con radicación de inmigrantes europeos. El territorio sería modificado fijando 17 leguas de frente al Río San Javier, y sólo 2 leguas de fondo. 
En octubre de 1870 se dicta una ley que aprueba el contrato de colonización, según lo propuesto por la firma inglesa Thomson Bonar & Cía., dando origen a "Alexandra Colony".
Andrés Weguelin, un joven inglés, fue el primero que llegó al lugar elegido para establecer la administración de su proyecto llamado "Alexandra Colony". Cuando estuvo encaminado, Weguelin regresó a Londres para todo lo necesario (maquinarias, herramientas y por supuesto, colonos valdenses). 
El total eran 226 personas que arribaron luego de 95 días a la Argentina. A cada familia se le daba ganado, semillas e instrumentos agrícolas, por una determinada cantidad de dinero, a ser devuelto en 3 años. Por muchas razones, los valdenses comienzan a emigrar a otras zonas, radicándose en otros lugares. 
La "Alexandra Colony" quizá fue un producto de una colonización apresurada, en un paraje lejano y aislado, y también heterogéneo en lo que se refiere a sus costumbres, idiomas, nacionalidades, etc. 
A partir de aquí se conocería como Colonia Alejandra y se convertiría en el centro de reunión de grandes ganaderos, para realizar sus transacciones comerciales con sus haciendas.

## Parajes
- Colonia Alejandra
- Colonia Las Marías
- El Ceibo
- La Loma
- Los Corralitos
- Los Jacintos
- Pájaro Blanco
- Paraje el Progreso
- San Antonio
- Colonia Rojas

## Paseos

### Antiguo Templo Metodista
Dicho templo se encuentra frente a la plaza y su construcción se inició en el año 1878, por decisión del administrador Charles Henry Webster y la mayoría de los colonos. Actualmente una placa de mármol, existente en las paredes del Templo, recuerda sus nombres y fechas de sus muertes en manos del indígena. Antiguamente la capilla poseía piso de baldosas y en el pasillo central, se podía apreciar unas especiales baldosas de madera, con una cruz grabadas en ellas que indicaban el lugar donde se encontraban los cuerpos sepultados.
En el 107 aniversario, ha merecido el reconocimiento oficial de la comisión de Fomento de Alejandra, que lo declaró "Monumento Histórico Comunal", asumiendo el compromiso de custodiarlo y preservarlo.
Poco después fue declarada Monumento Histórico Provincial.
Fue restaurada totalmente en septiembre de 1994 y actualmente se encuentra en perfecto estado conservando la estructura antigua.

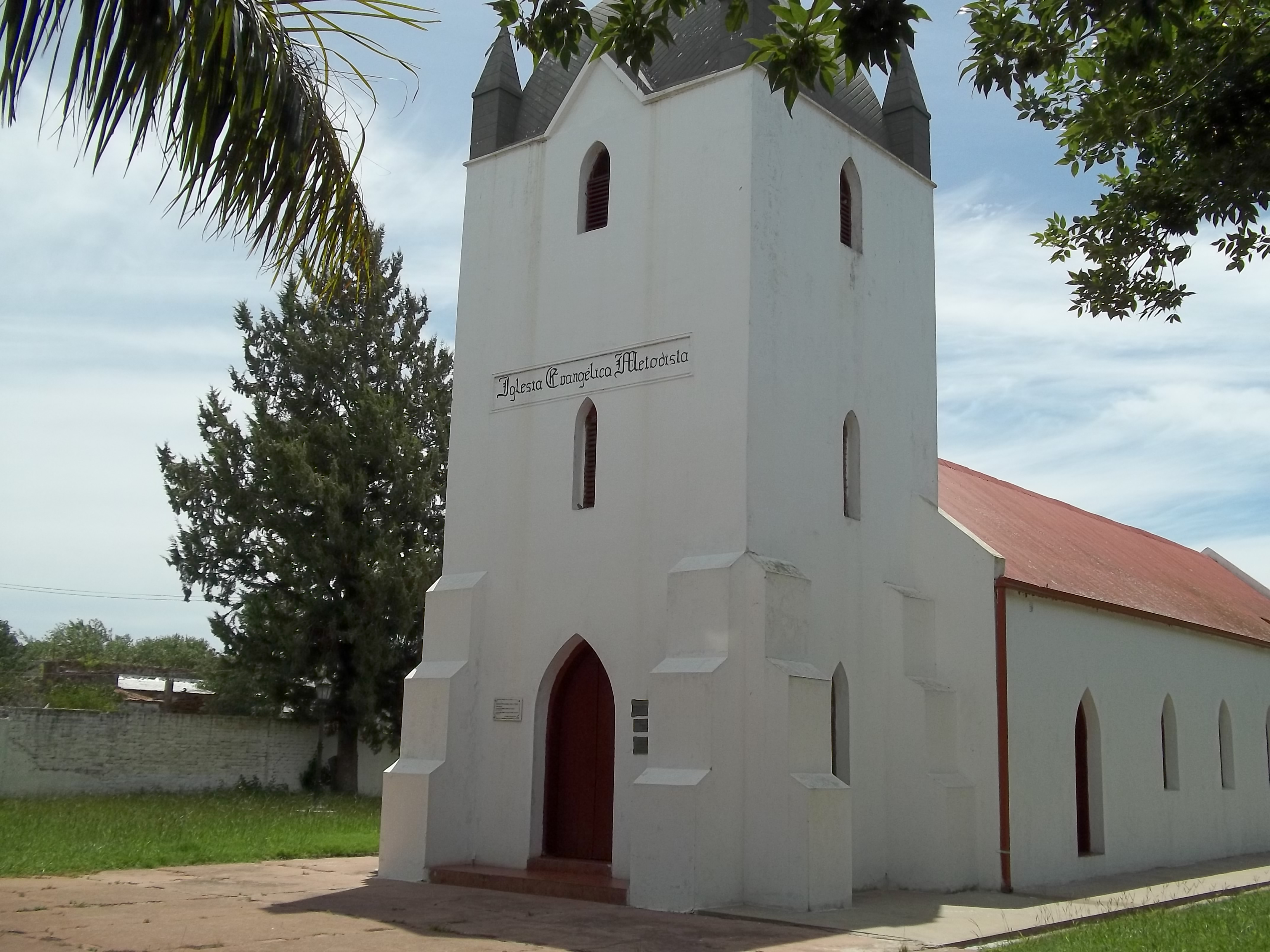
Templo Evangélico Metodista de la localidad de Alejandra (Santa Fe)

Pueden observarse los restos de los que se habló con anterioridad, accediendo a éstos a través de una escalera que se conecta con la parte de abajo del piso de la iglesia. Aquí se debe recorrer el frío y húmedo lugar agachado, ya que tiene medio metro de altura. Es una experiencia fascinante que no se puede dejar de visitar. Además si se quiere conocer la historia de esta iglesia y de las excavaciones se puede visitar el Museo que se encuentra en la parte superior de la Torre.

### Casa de la Cultura, Museo de Campo
La Casa de la Cultura y el Museo de Campo se ubican a sólo una cuadra de la plaza principal del pueblo.
La casa de la Cultura conserva el típico estilo inglés, es decir, techo a dos aguas, con chapa de cinc colorada, galerías exteriores, etc. El Museo describe la historia de Alejandra, a través de mapas, cuadros, fotografías, viejos muebles rescatados de las antiguas casas del pueblo, objetos de la época de la colonización, etc.
El Museo de Campo cuenta con tres salas: las dos primeras cuentan la vida de campo; la tercera es la sala del Aborigen donde se pueden ver objetos que pertenecieron a los indios hace muchos años atrás, pedazos de vasijas, restos de mandíbulas, etc. 
Es una sala con un gran valor arqueológico, es por esto que se amplió con nuevos materiales.
También cuenta con una biblioteca donde se pueden consultar una gran variedad de libros sobre la historia de sus inmigrantes valdenses.

### Cruz levantada en honor a Andrés Weguelin
Está ubicada en una plazoleta a cinco cuadras de la plaza principal.
Dicha cruz se halla en el lugar de su asesinato, producido por los indios, al tratar de buscar ayuda para defender su ganado y sus bienes.

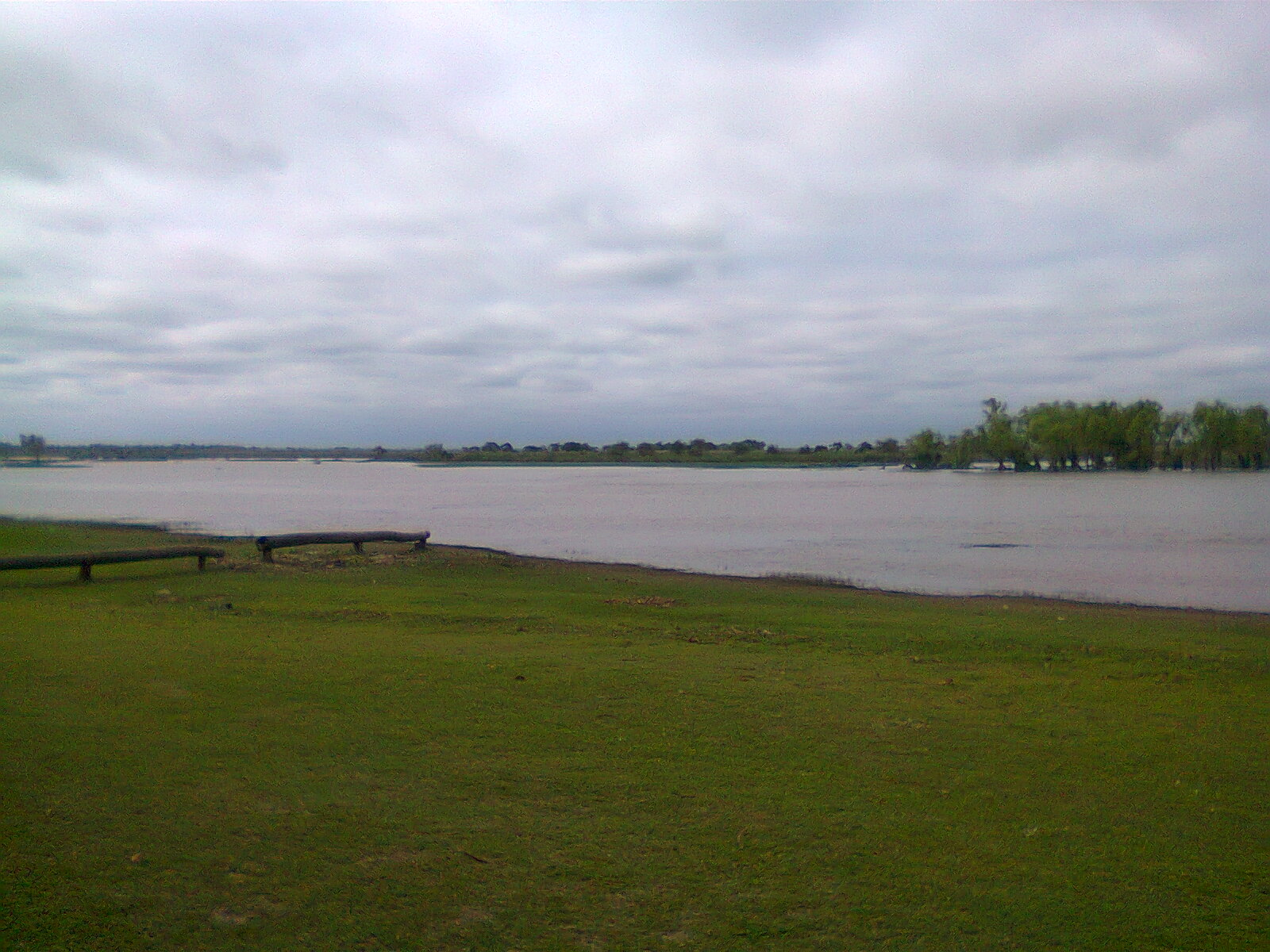
El río San Javier visto desde la costanera de Alejandra

### Sede de la Administración
Está ubicada a 5 cuadras de la plaza y era la antigua vivienda del administrador o director de la "Alexandra Colony" y donde además se encontraba toda la actividad administrativa de la colonización.
Fue construida en el año 1874 por orden de los empresarios ingleses. Su estructura es sólida de paredes anchas y macizas, que tiene formato en "U", con galerías a su patio interior. Tiene techo a dos aguas, cubierto de tejas de las llamadas tipo francesa, igual que el techo de la galería, que termina muy bajo, por debajo de una persona que se encuentre de pie.
El edificio está alejado del radio urbano del pueblo, hacia el sudeste de él, y a pocos metros de la barranca del Río San Javier.

## Medios de Comunicación
- LRS851 Radio Alejandra 88.9 MHz.
- Alejandra Hoy - Portal de Noticias de Alejandra

## Parroquias de la Iglesia católica en Alejandra
| Diócesis  | Reconquista    |
| --------- | -------------- |
| Parroquia | Santa Catalina |